# Menippe mercenaria
El cangrejo moro o jaiba mora (Menippe mercenaria) es un crustáceo perteneciente al orden de los decápodos. Se distribuye por las costas del Atlántico Norte occidental, de Connecticut a Belice, incluyendo el Golfo de México, las Bahamas, y la Costa Este de Estados Unidos. También pueden ser encontrado en las marismas salinas de Carolina del Sur y Georgia. Se trata de una especie de interés gastronómico frecuentemente capturada para su consumo. 

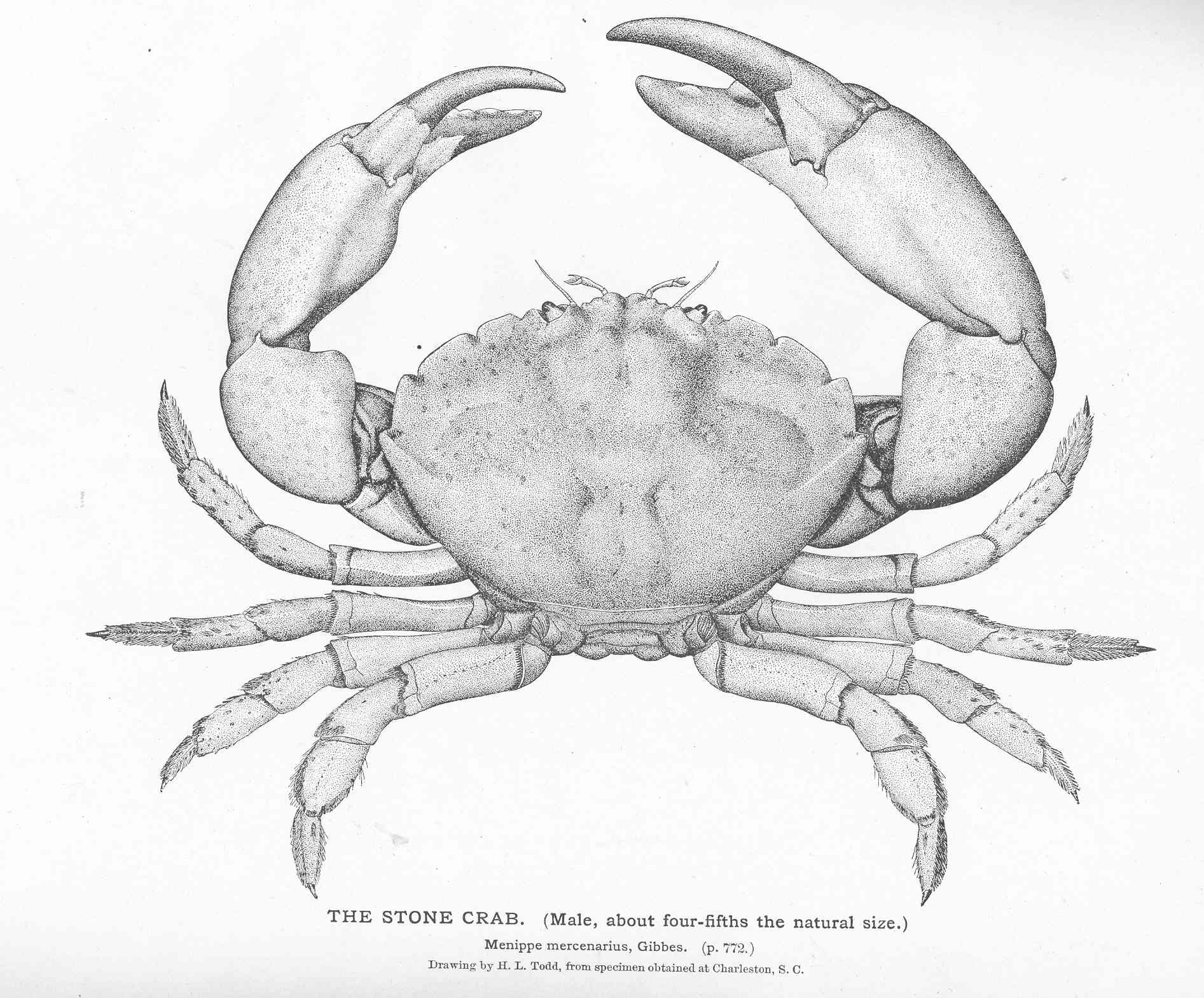
Diagrama que muestra la diferencia de tamaño entre las pinzas del cangrejo moro.

## Descripción
El cangrejo moro consta de una gran pinza trituradora con un dáctilo basal ensanchado, y otra pinza más pequeña que consta de dientes, lo que le permite cortar.
Su color suele ser pardo o rojizo, o bien moteado con manchas grises. Las patas motoras son rojizas con bandas amarillas. Los machos suelen tener un tamaño de 91 mm de longitud y 129 mm de anchura, mientras que las hembras miden 79 mm de longitud y 116 mm de anchura.
Los cangrejos moros consumen una variedad de alimentos que incluye gusanos, bivalvos pequeños, ostras y, algunas veces, otros cangrejos moros.[cita requerida]